# Dayro Moreno
Dayro Mauricio Moreno Galindo (El Espinal, Colombia, 16 de septiembre de 1985) es un futbolista colombiano que juega como delantero y su actual equipo es el Once Caldas de la Categoría Primera A de Colombia. Fue internacional con la selección de fútbol de Colombia.

## Goles Destacados

### Picos
Marcó su primer gol en el Torneo Finalización 2004 jugando para el Once Caldas frente al Unión Magdalena, batiendo la portería de Fernando Fernández.
Marcó su gol 100 como futbolista profesional jugando para Once Caldas contra Cruzeiro el 5 de mayo de 2011 (en la Libertadores de ese año al minuto 71' poniendo el partido 2-0 el arquero rival era el brasileño Fabio).
Marcó su gol 200 como futbolista profesional el 18 de noviembre de 2016 jugando para Tijuana 2-1 frente al Veracruz (con asistencia de su compatriota Avilés Hurtado) al minuto 37 del encuentro en el arco norte del Estadio Luis de la Fuente (el arquero rival era el peruano Pedro Gallese).
Marcó su gol 300 como futbolista profesional el día 12 de agosto de 2022 jugando para el Atlético Bucaramanga frente al Unión Magdalena, el arquero rival era Ramiro Sánchez.

### Récords
Marcó el gol más rápido de la Recopa Sudamericana, jugando para Atlético Nacional en el año 2017 al minuto 1 del encuentro, poniendo el primer tanto por el juego de vuelta en el estadio Atanasio Girardot contra Chapecoense.
Convirtió su gol número 200 por la Primera División de Colombia el 23 de febrero de 2023 frente a Millonarios batiendo la portería de Álvaro Montero, siendo así el sexto jugador en la historia de la liga en hacerlo.
Actualmente es el máximo goleador del Fútbol Profesional Colombiano en la Categoría Primera A con 245 goles, superando a Sergio Galván que tiene 224 goles, y a Iván René Valenciano que tiene 217. Dayro Moreno ya ha dejado en el camino viejas glorias del FPC como Hugo Horacio Lóndero (211 goles) y Omar Lorenzo Devani (205 goles), que completan el Top 5 de los mejores goleadores que han pasado por las canchas de Colombia.

## Trayectoria

### Inicios en Once Caldas
Dayro Moreno nació en el corregimiento de Chicoral, debuta en el fútbol profesional colombiano con Once Caldas. Con ese club ganó la Copa Libertadores 2004 tras derrotar en la final al campeón defensor Boca Juniors de Argentina. En esa temporada él anotó 13 goles.

### Atlético Paranaense
En enero de 2007 fue cedido en préstamo al Atlético Paranaense de Brasil, pero volvió al club manizaleño en junio de ese mismo año.

### Steaua Bucarest
En enero de 2008, junto a José Moreno, fichó para el Steaua Bucarest, club con el que jugó en la Liga I de Rumania y en la Liga de Campeones de la UEFA. Aunque el jugador tenía contrato con el club rumano hasta 2012, los constantes enfrentamientos personales del jugador con los entrenadores y el propietario del club, hicieron que no se presentara a la pretemporada 2009-10.

### Once Caldas
Luego de un gran esfuerzo económico, a comienzos del año 2010, el Once Caldas logró hacerse nuevamente con los derechos deportivos del jugador, y pudo disputar la Copa Libertadores 2010, torneo en el que logró una destacada actuación.
En el segundo semestre de 2010 Moreno fue catalogado como el jugador más importante del fútbol colombiano, llevando a su equipo el Once Caldas, junto con la dirección del técnico Juan Carlos Osorio, a ser campeón del Torneo Finalización, hecho que se logró después de haber derrotado al Cúcuta, Atlético Nacional y Deportes Quindío en los cuadrangulares y al Deportes Tolima en la final. Moreno también fue el ganador del Botín de Oro con 16 anotaciones en este campeonato, igualando al artillero del Deportes Tolima, Wilder Medina.

### Club Tijuana
En junio de 2011, se despidió del Once Caldas, con 5 goles en la primera temporada de la liga, y anunció su contratación con el Club Tijuana de la Primera División de México. Compartiendo una delantera de peligro con José Sand y Mauro Gerk de cara al Torneo Apertura 2011 siendo el equipo de Tijuana serio candidato al título y recién ascendido con una gran inversión de jugadores y mercadotecnia.

### Once Caldas
El 12 de febrero Dayro marcó su primer gol con el Once Caldas desde su regreso de México en su primer partido. El 14 de marzo Dayro anotó su segundo gol del año, fue por la tercera fecha de la Copa Colombia frente al Deportes Quindío, este gol fue el 2 a 1. Fue protagonista de un escándalo el 13 de abril por la mención de varios ciudadanos, quienes dijeron que vieron de fiesta al jugador, por lo cual no se presentó a prácticas el viernes, dos días antes del partido contra el Envigado F. C. En la fecha 14 del torneo colombiano anotó su tercer gol del año con el club en el 2 a 2 frente a Santa Fe, el cuarto gol lo marcó en el 2-2 contra Junior de Barranquilla dejándolo eliminado.

### Junior de Barranquilla
Para el segundo semestre de 2012 Dayro es presentado como refuerzo del Junior de Barranquilla. Su desempeño es muy irregular derivando en su salida del club costeño.

### Millonarios

#### (2013)
Dayro es presentado como refuerzo de Millonarios para el Torneo Finalización 2013 en reemplazo de Fredy Montero. Anotó su primer gol (no oficial) en un amistoso frente al Club Deportivo Olimpia de Honduras en Miami.
Debuta de manera oficial en el empate 1-1 contra La Equidad en Bogotá por la primera fecha del Torneo Finalización 2013. Anota su primer gol con la camiseta de Millonarios el 14 de agosto de 2013, por la vuelta de los Octavos de final de la Copa Colombia ante el Junior. Tres días después, el 17 de agosto, anota su primer triplete con Millonarios, ante su ex-equipo el Once Caldas, por la 4.ª fecha del Torneo Finalización 2013. Terminó siendo el goleador del torneo por tercera vez al terminar el campeonato con 16 goles, aunque no logró clasificar a su equipo a la final.

#### (2014)
En el debut del equipo, ante Envigado F. C., Dayro anota doblete para darle la victoria 1-2 a Millonarios en la primera fecha del Torneo Apertura. Anota nuevamente en la fecha 4 ante Atlético Nacional y asiste a sus compañeros Ómar Vásquez y Román Torres en la victoria 3-1, rompiendo así la racha de 4 años sin victorias ante el 'verdolaga' en el Campín. Con el equipo llegó hasta semifinales, donde cae derrota por penales (4-5) frente a su ex-equipo Junior, quedandose así nuevamente ad-portas de una final y sin la oportunidad de disputar el título. Termina siendo, nuevamente, goleador del Torneo Apertura 2014 con 13 goles, cuarta vez que gana el botín de oro del FPC, y segunda consecutiva, luego de también ser el goleador del Torneo Finalización 2013.
Al final del torneo, y al no concretar su continuidad, el delantero regresa al Club Tijuana, dueño de sus derechos deportivos. Deja Millonarios tras anotar 34 goles en 53 partidos.

### Club Tijuana
Dayro Moreno regresa al Club Tijuana de la Primera División de México para el Apertura 2014.
Dayro es titular indiscutible siendo el goleador de su equipo, el 11 de mayo marcó doblete en la derrota por goleada de su equipo 6-2 frente al Club León que estaba penúltimo en la clasificación, pero fue escogido como la figura del partido.
Termina el Clausura 2015 siendo el cuarto goleador del torneo con 8 goles y siendo goleador del equipo.

Para el Apertura 2015 comienza marcando en cinco partidos seguidos siendo uno de los goleadores del campeonato con cinco goles en seis partidos, llegando a los 20 goles en la Primera División de México en solo 48 partidos jugados con Club Tijuana.

El 12 de septiembre marca doblete en la victoria 2-1 sobre Chivas así convirtiéndose en el máximo goleador histórico del Club Tijuana en la Primera División de México con 22 goles.

El 20 de noviembre marcaría doblete dándole la victoria a su equipo 2-0 sobre Club Atlas.

Terminaría la temporada 2015/16 con 23 goles en 38 partidos jugados siendo su mejor registro como profesional además de ser el goleador de su equipo.
El 15 de julio empezando el Apertura 2016 marca doblete dándole la victoria a su equipo 2 a 0 sobre Monarcas Morelia.

### Atlético Nacional

#### 2017
El 8 de enero de 2017 Atlético Nacional anunció mediante su página web que habría llegado a un pre-acuerdo con los verdolagas. Debuta el 9 de febrero en la victoria por la mínima como visitantes contra el Atlético Bucaramanga. Sus primeros dos goles los hace el 12 de febrero en la goleada 3 a 0 sobre Rionegro Águilas. Volvería anotar doblete el 10 de mayo en la goleada 4 por 1 sobre Chapecoense siendo campeones de la Recopa Sudamericana 2017. El 2 de mayo marca su primer gol por la Copa Libertadores 2017 en la goleada 4 por 1 sobre Estudiantes de la Plata. El 28 de mayo marca dos goles en la derrota 4-3 en el clásico paisa frente a Independiente Medellín, el 3 de junio vuelve y marca dos goles en el 3 a 2 sobre Jaguares de Córdoba, el 11 de junio marca al último minuto el gol de la clasificación a la final que sirvió para derrotar 1-0 a Millonarios FC, el 18 de junio marca un gol que ayudó para la goleada 5 por 1 en la final contra Deportivo Cali y consagrarse campeón del Torneo Apertura.
El 16 de julio marca doblete para la victoria 2 por 0 sobre Atlético Huila, en el siguiente partido marca el gol de la victoria al último minuto contra el Atlético Bucaramanga, el 23 julio marca el gol de la victoria por la mínima contra el Deportes Tolima. El 16 de septiembre marca doblete dándole la victoria al último minuto a su club en el clásico frente a Millonarios, vuelve a marcar doblete el 24 de septiembre dándole la victoria a su equipo 2 por 0 en calidad de visitantes sobre Envigado F.C., el 27 de septiembre marcó otro doblete jugando de local contra Cortuluá para la victoria 3-0. El 12 de diciembre marca para el 2-1 final sobre Deportes Tolima por los cuartos de final, al final caen eliminados en tiros penales. Termina el año con su mayor racha goleadora en su carrera con 33 goles siendo goleador del Apertura y la Copa Colombia.

#### 2018
Su primer gol del año lo hace el 10 de febrero dándole la victoria a su club por la mínima sobre Independiente Santa Fe. El 14 de marzo marca su primer gol en la Copa Libertadores 2018 sobre Delfín Sporting Club. El 28 de marzo marca el gol de la victoria por la mínima sobre Atlético Huila. Marca doblete el 24 de abril contra Club Bolívar por la Copa Libertadores 2018. El 6 de mayo marca el gol de la victoria por la mínima sobre Itagüí Leones. Marca doblete el 9 de mayo en el 2-0 contra Deportivo Cali. El 6 de junio marca el gol de la victoria por la mínima contra Deportes Tolima por la ida de la final del Torneo Apertura, al final pierden el título por penales.
El 25 de julio por la primera fecha del Finalización marca en la derrota 1-2 como locales nuevamente ante Deportes Tolima, a los tres días marca gol en la victoria 0-2 en su visita a Independiente Santa Fe. Marca doblete el 24 de agosto en la victoria 3 por 2 sobre Alianza Petrolera. El 3 de octubre marca el gol de la victoria 0-1 en casa de Itagüí Leones, su último gol con el club lo hace el 11 de octubre contra el mismo club en la victoria 3-1 por la Copa Colombia 2018. 
El 14 de octubre tuvo una pelea con su compañero de mismo equipo, Jeison Lucumí dentro del campo de juego por quién cobraría un tiro libre. El 16 de octubre de 2018 el club anunció su despido con "justa causa" por actos de  indisciplina reiterados que venían perjudicando la imagen del equipo.

### Talleres de Córdoba
El 17 de diciembre de 2018 se confirma como nuevo jugador del Club Atlético Talleres (Córdoba) de la Primera División de Argentina para la temporada 2019. Debuta el 27 de enero como titular en el empate a un gol como visitantes contra Independiente de Avellaneda. Debuta en la Copa Libertadores 2019 por la fase previa en la histórica victoria de Talleres 2 por 0 sobre Sao Paulo.
El 21 de enero en un clásico frente a Belgrano de Córdoba anotó dos goles que le dieron la victoria a su equipo.

### Oriente Petrolero
El 31 de enero de 2021 se confirma como nuevo jugador del Oriente Petrolero de la Primera División de Bolivia. El 4 de abril marca su primer gol con el club en la victoria 4 por 2 sobre Jorge Wilstermann.

### Atlético Bucaramanga
A inicios del 2022 rescinde contrato con el club boliviano en busca de oportunidades en su natal Colombia. Es contactado mediante su representante desde el Atlético Bucaramanga con intención de contratarlo hasta el 31 de diciembre del mismo año, objetivo que lograron. Presentó exámenes médicos y firmó hasta dicha fecha con una cláusula de rescisión de 300 millones de pesos. En el transcurso del torneo apertura hasta el momento de la eliminación de su equipo ha anotado 22 goles, siendo máximo goleador del torneo hasta la fecha.[cita requerida]

### Regreso a Once Caldas
El 1 de enero de 2023 se confirma su regreso a Once Caldas. Marcaría su primer gol en su regreso con el equipo blanco el 30 de enero en el empate 1-1 contra el Deportes Tolima. El 10 de marzo del 2024 anotaría el 1-0 a favor de Once Caldas contra Envigado F. C., igualando en ese momento a Sergio Galván en sus 224 goles anotados en la liga Colombiana. 6 días después, el 16 de marzo, haría historia marcando frente al Independiente Medellín y anotando su gol 225 en la Categoría Primera A, superando a Galván y convirtiéndose en el máximo goleador del Futbol Profesional Colombiano.
El 25 de marzo, en la previa del partido que el Once Caldas disputaría frente a Alianza F. C. por la fecha 13 del Torneo Apertura 2024, Moreno sería homenajeado en el Estadio Palogrande por alcanzar su récord. Él llegaría en helicóptero hasta la grama del estadio donde sería recibido con una gran ovación de la afición del equipo de Manizales. En este homenaje estuvo como presentador el narrador Eduardo Luis López y estuvo acompañado por sus hijas. También lo acompañaron leyendas del equipo blanco como Sergio Galván, Elkin Soto, Arnulfo Valentierra, Juan Carlos Henao, su técnico Hernán Darío Herrera y el técnico campeón de la Copa Libertadores con el conjunto blanco y que lo hizo debutar Luis Fernando Montoya, además de estar presentes el presidente del conjunto albo Tulio Mario Castrillón y el alcalde de Manizales, Jorge Rojas Giraldo, al final Moreno disputaría los 90 minutos del partido que terminaría 1-0 a favor del Once Caldas.

## Selección nacional
En noviembre del 2007 marcó el gol de la victoria de la Selección Colombia contra la Selección Argentina con sólo 12 minutos de juego aproximadamente, el juego finalmente quedaría 2-1.
El 6 de junio de 2011 fue convocado por el técnico Hernán Darío Gómez para jugar en la Copa América 2011 que se realizó en Argentina.
Con la llegada de José Pekerman a la dirección de la selección Colombia, no fue convocado sino hasta los juegos ante Bolivia y Ecuador por Eliminatorias del Mundial de 2018. También fue uno de los 23 jugadores convocados para disputar la Copa América Centenario 2016.
Volvería a marcar con la selección el 29 de mayo en la victoria 3-1 frente a Haití en preparación para la Copa América. No volvió a tener convocatorias para partidos oficiales desde entonces.

### Participaciones enSudamericano Sub-20
| Sudamericano Sub-20         | Sede     | Resultado | PJ | GA | Asis |
| --------------------------- | -------- | --------- | -- | -- | ---- |
| Sudamericano Sub-20 de 2005 | Colombia | Campeón   | 7  | 0  | 0    |

### Participaciones enEliminatorias al Mundial
| Eliminatoria                            | Sede del Mundial       | Posición               | Resultado   | PJ                                | GA | Asis |
| --------------------------------------- | ---------------------- | ---------------------- | ----------- | --------------------------------- | -- | ---- |
| Eliminatorias Mundial de Sudáfrica 2010 | Sudáfrica              | 7°lugar 23pts          | Eliminado   | 5                                 | 1  | 0    |
| Eliminatorias Mundial de Brasil 2014    | Brasil                 | 2°lugar 30pts          | Clasificado | 3                                 | 0  | 1    |
| Eliminatorias Mundial de Rusia 2018     | Rusia                  | 4°lugar 27pts          | Clasificado | 0 (3 convocatorias como suplente) | 0  | 0    |
| Total en Eliminatorias                  | Total en Eliminatorias | Total en Eliminatorias | 2/3         | 8                                 | 1  | 1    |

### Participaciones enCopas del Mundo
| Mundial                     | Sede.        | Resultado        | PJ | GA | Asis |
| --------------------------- | ------------ | ---------------- | -- | -- | ---- |
| Copa Mundial Sub-20 de 2005 | Países Bajos | Octavos de final | 3  | 0  | 0    |

### Participaciones enCopas América
| Copa                    | Sede                   | Resultado              | PJ | GA | Asis |
| ----------------------- | ---------------------- | ---------------------- | -- | -- | ---- |
| Copa América 2011       | Argentina              | Cuartos de final       | 3  | 0  | 1    |
| Copa América Centenario | Estados Unidos         | Tercer lugar           | 3  | 0  | 0    |
| Total en Copas América  | Total en Copas América | Total en Copas América | 6  | 0  | 1    |

Goles internacionales
| # | Fecha                   | Lugar                               | Rival     | Gol | Resultado | Competición                |
| - | ----------------------- | ----------------------------------- | --------- | --- | --------- | -------------------------- |
| 1 | 20 de noviembre de 2007 | Nemesio Camacho El Campín, Colombia | Argentina | 2-1 | 2-1       | Clasificación Mundial 2010 |
| 2 | 3 de septiembre de 2010 | José Antonio Anzoategui, Venezuela  | Venezuela | 2-0 | 2-0       | Amistoso                   |
| 3 | 29 de mayo de 2016      | Marlins Park, Estados Unidos        | Haití     | 1-0 | 3-1       | Amistoso                   |

## Clubes
| Club                 | País      | Año           |
| -------------------- | --------- | ------------- |
| Once Caldas          | Colombia  | 2003-2007     |
| Athletico Paranaense | Brasil    | 2007          |
| Steaua Bucarest      | Rumania   | 2007-2009     |
| Once Caldas          | Colombia  | 2010-2011     |
| Tijuana              | México    | 2011          |
| Once Caldas          | Colombia  | 2012          |
| Junior               | Colombia  | 2012-2013     |
| Millonarios          | Colombia  | 2013-2014     |
| Tijuana              | México    | 2014-2016     |
| Atlético Nacional    | Colombia  | 2017-2018     |
| Talleres             | Argentina | 2019-2020     |
| Once Caldas          | Colombia  | 2020          |
| Oriente Petrolero    | Bolivia   | 2021          |
| Atlético Bucaramanga | Colombia  | 2022          |
| Once Caldas          | Colombia  | 2023-presente |

## Estadísticas
| Club                            | Div.          | Temporada     | Liga  | Liga  | Liga   | Copas | Copas | Copas  | Internacional | Internacional | Internacional | Total | Total | Total  | Media Goleadora |
| Club                            | Div.          | Temporada     | Part. | Goles | Asist. | Part. | Goles | Asist. | Part.         | Goles         | Asist.        | Part. | Goles | Asist. | Media Goleadora |
| ------------------------------- | ------------- | ------------- | ----- | ----- | ------ | ----- | ----- | ------ | ------------- | ------------- | ------------- | ----- | ----- | ------ | --------------- |
| Once Caldas · Colombia          | 1.a           | 2003          | 12    | 0     | 0      | -     | -     | -      | -             | -             | -             | 12    | 0     | 0      | 0.0             |
| Once Caldas · Colombia          | 1.a           | 2004          | 20    | 8     | 0      | -     | -     | -      | 7             | 0             | 0             | 27    | 8     | 0      | 0.30            |
| Once Caldas · Colombia          | 1.a           | 2005          | 32    | 14    | 0      | -     | -     | -      | 6             | 0             | 0             | 38    | 14    | 0      | 0.36            |
| Once Caldas · Colombia          | 1.a           | 2006          | 33    | 20    | 0      | -     | -     | -      | -             | -             | -             | 33    | 20    | 0      | 0.57            |
| Once Caldas · Colombia          | 1.a           | 2007          | 22    | 16    | 0      | -     | -     | -      | -             | -             | -             | 22    | 16    | 0      | 0.72            |
| Once Caldas · Colombia          | 1.a           | 2010          | 34    | 20    | 12     | -     | -     | -      | 7             | 3             | 0             | 41    | 23    | 12     | 0.56            |
| Once Caldas · Colombia          | 1.a           | 2011          | 15    | 5     | 5      | -     | -     | -      | 10            | 2             | 4             | 25    | 7     | 9      | 0.28            |
| Once Caldas · Colombia          | 1.a           | 2012          | 12    | 3     | 0      | 6     | 1     | 0      | -             | -             | -             | 18    | 4     | 0      | 0.22            |
| Once Caldas · Colombia          | 1.a           | 2020          | 14    | 5     | 2      | 1     | 0     | 0      | -             | -             | -             | 15    | 5     | 2      | 0.31            |
| Once Caldas · Colombia          | 1.a           | 2023          | 40    | 20    | 1      | 1     | 0     | 0      | -             | -             | -             | 41    | 20    | 3      | 0.49            |
| Once Caldas · Colombia          | 1.a           | 2024          | 49    | 21    | 5      | 1     | 0     | 0      | -             | -             | -             | 50    | 21    | 5      | 0.42            |
| Once Caldas · Colombia          | 1.a           | 2025          | 29    | 13    | 2      | 1     | 2     | 0      | 11            | 8             | 1             | 37    | 23    | 3      | 0.62            |
| Once Caldas · Colombia          | Total club    | Total club    | 310   | 145   | 27     | 9     | 3     | 0      | 39            | 13            | 5             | 359   | 163   | 32     | 0,45            |
| Atlético Paranaense · Brasil    | 1.a           | 2007          | 2     | 1     | 0      | -     | -     | -      | -             | -             | -             | 2     | 1     | 0      | 0.50            |
| Atlético Paranaense · Brasil    | Total club    | Total club    | 2     | 1     | 0      | 0     | 0     | 0      | 0             | 0             | 0             | 2     | 1     | 0      | 0,50            |
| Steaua Bucarest · Rumania       | 1.a           | 2007-08       | 11    | 5     | 0      | -     | -     | -      | -             | -             | -             | 11    | 5     | 0      | 0.45            |
| Steaua Bucarest · Rumania       | 1.a           | 2008-09       | 27    | 5     | 4      | -     | -     | -      | 8             | 1             | 0             | 35    | 6     | 4      | 0.17            |
| Steaua Bucarest · Rumania       | 1.a           | 2009-10       | 5     | 2     | 1      | 1     | -     | -      | 3             | 0             | 0             | 9     | 2     | 1      | 0.15            |
| Steaua Bucarest · Rumania       | Total club    | Total club    | 43    | 12    | 5      | 1     | 0     | 0      | 11            | 1             | 0             | 55    | 13    | 5      | 0,22            |
| Tijuana · México                | 1.a           | 2011-12       | 12    | 5     | 0      | -     | -     | -      | -             | -             | -             | 12    | 5     | 0      | 0.42            |
| Tijuana · México                | 1.a           | 2014-15       | 29    | 10    | 6      | 3     | 0     | 1      | -             | -             | -             | 32    | 10    | 7      | 0.30            |
| Tijuana · México                | 1.a           | 2015-16       | 34    | 20    | 3      | 4     | 3     | 0      | -             | -             | -             | 38    | 23    | 3      | 0.64            |
| Tijuana · México                | 1.a           | 2016          | 19    | 12    | 2      | -     | -     | -      | -             | -             | -             | 19    | 12    | 2      | 0.63            |
| Tijuana · México                | Total club    | Total club    | 94    | 47    | 11     | 7     | 3     | 1      | 0             | 0             | 0             | 101   | 50    | 12     | 0,42            |
| Junior · Colombia               | 1.a           | 2012          | 20    | 6     | 1      | 1     | 1     | 0      | -             | -             | -             | 21    | 7     | 1      | 0.33            |
| Junior · Colombia               | 1.a           | 2013          | 18    | 5     | 3      | 1     | 1     | 0      | -             | -             | -             | 19    | 6     | 3      | 0.31            |
| Junior · Colombia               | Total club    | Total club    | 38    | 11    | 4      | 2     | 2     | 0      | 0             | 0             | 0             | 40    | 13    | 4      | 0,32            |
| Millonarios · Colombia          | 1.a           | 2013          | 24    | 16    | 5      | 8     | 5     | 0      | -             | -             | -             | 32    | 21    | 5      | 0.65            |
| Millonarios · Colombia          | 1.a           | 2014          | 21    | 13    | 4      | -     | -     | -      | -             | -             | -             | 21    | 13    | 4      | 0.61            |
| Millonarios · Colombia          | Total club    | Total club    | 45    | 29    | 9      | 8     | 5     | 0      | -             | -             | -             | 53    | 34    | 9      | 0,64            |
| Atlético Nacional · Colombia    | 1.a           | 2017          | 37    | 25    | 6      | 3     | 4     | 0      | 8             | 4             | 1             | 48    | 33    | 7      | 0.67            |
| Atlético Nacional · Colombia    | 1.a           | 2018          | 31    | 19    | 3      | 7     | 2     | 0      | 5             | 3             | 1             | 43    | 24    | 4      | 0.57            |
| Atlético Nacional · Colombia    | Total club    | Total club    | 68    | 44    | 9      | 10    | 6     | 0      | 13            | 7             | 2             | 91    | 57    | 11     | 0,63            |
| Talleres (C) Argentina          | 1.a           | 2018-19       | 9     | 1     | 1      | 7     | 4     | 1      | 4             | 2             | 0             | 20    | 7     | 2      | 0.35            |
| Talleres (C) Argentina          | 1.a           | 2019-20       | 20    | 3     | 5      | 1     | 0     | 0      | -             | -             | -             | 21    | 3     | 5      | 0.14            |
| Talleres (C) Argentina          | Total club    | Total club    | 29    | 4     | 6      | 8     | 4     | 1      | 4             | 2             | 0             | 41    | 10    | 7      | 0.24            |
| Oriente Petrolero · Bolivia     | 1.a           | 2021          | 17    | 4     | 3      | -     | -     | -      | -             | -             | -             | 17    | 4     | 3      | 0.23            |
| Oriente Petrolero · Bolivia     | Total club    | Total club    | 17    | 4     | 3      | 0     | 0     | 0      | -             | -             | -             | 17    | 4     | 3      | 0.23            |
| Atlético Bucaramanga · Colombia | 1.a           | 2022          | 42    | 22    | 4      | 1     | 0     | 0      | -             | -             | -             | 43    | 22    | 4      | 0.52            |
| Atlético Bucaramanga · Colombia | Total club    | Total club    | 42    | 22    | 4      | 1     | 0     | 0      | -             | -             | -             | 43    | 22    | 4      | 0.52            |
| Total carrera                   | Total carrera | Total carrera | 688   | 321   | 78     | 47    | 23    | 2      | 67            | 23            | 7             | 802   | 367   | 87     | 0,45            |

- 2 goles en la temporada 2009-10 fueron con el del Steaua II en la segunda División de Rumania. (https://www.futbolred.com/futbol-colombiano/liga-aguila/dayro-moreno-es-el-septimo-colombiano-con-mas-goles-en-el-futbol-profesional-86674)

### Selección Colombia Mayores
| Absoluta · Colombia      | 2006                     | 1  | 0 | —  | — | — | — | 1  | 0 |  |  |  |  |  |
| Absoluta · Colombia      | 2007                     | 2  | 0 | 1  | 1 | — | — | 3  | 1 |  |  |  |  |  |
| Absoluta · Colombia      | 2008                     | 2  | 0 | 4  | 0 | — | — | 6  | 0 |  |  |  |  |  |
| Absoluta · Colombia      | 2010                     | 6  | 1 | —  | — | — | — | 6  | 1 |  |  |  |  |  |
| Absoluta · Colombia      | 2011                     | 4  | 0 | 7  | 0 | — | — | 11 | 0 |  |  |  |  |  |
| Absoluta · Colombia      | 2016                     | 1  | 1 | 3  | 0 | — | — | 4  | 1 |  |  |  |  |  |
| Absoluta · Colombia      | Total                    | 16 | 2 | 15 | 1 | 0 | 0 | 31 | 3 |  |  |  |  |  |
| Total Selección Colombia | Total Selección Colombia | 16 | 2 | 15 | 1 | 0 | 0 | 31 | 3 |  |  |  |  |  |
|                          |                          |    |   |    |   |   |   |    |   |  |  |  |  |  |

### Resumen estadístico goles a nivel profesional
Actualizado a agosto de 2025
| Competición           | Partidos | Goles | Promedio |
| --------------------- | -------- | ----- | -------- |
| Liga                  | 688      | 321   | 0,47     |
| Copas nacionales      | 47       | 23    | 0,44     |
| Copa Internacionales  | 67       | 23    | 0,27     |
| Selección de Colombia | 31       | 3     | 0,10     |
| Total en su carrera   | 833      | 370   | 0,44     |

### Tripletas
| 1 | 15 de abril de 2006  | Estadio Palogrande, Manizales  | Once Caldas - Medellín    | Anotado · Anotado · Anotado | 6 - 0 | Torneo Apertura 2006     |
| 2 | 12 de marzo de 2011  | Estadio Palogrande, Manizales  | Once Caldas - Quindío     | Anotado · Anotado · Anotado | 5 - 1 | Torneo Apertura 2011     |
| 3 | 17 de agosto de 2013 | Estadio El Campín, Bogotá      | Millonarios - Once Caldas | Anotado · Anotado · Anotado | 3 - 0 | Torneo Finalización 2013 |
| 4 | 29 de marzo de 2014  | Estadio El Campín, Bogotá      | Millonarios - Patriotas   | Anotado · Anotado · Anotado | 4 - 0 | Torneo Apertura 2014     |
| 5 | 22 de abril de 2025  | Estadio Hernando Siles, La Paz | GV San José - Once Caldas | Anotado · Anotado · Anotado | 2 - 3 | Copa Sudamericana 2025   |

## Palmarés

### Títulos nacionales
| Título              | Club              | País     | Temporada |
| ------------------- | ----------------- | -------- | --------- |
| Categoría Primera A | Once Caldas       | Colombia | 2003-I    |
| Categoría Primera A | Once Caldas       | Colombia | 2010-II   |
| Categoría Primera A | Atlético Nacional | Colombia | 2017-I    |
| Copa Colombia (*)   | Atlético Nacional | Colombia | 2018      |

- (*) Jugó hasta las semifinales y luego el club anunció su despido con "justa causa" por actos de indisciplina reiterados que venían perjudicando la imagen del equipo.[16]

### Títulos internacionales
| Título               | Club              | Sede                | Temporada |
| -------------------- | ----------------- | ------------------- | --------- |
| Copa Libertadores    | Once Caldas       | Manizales           | 2004      |
| Sudamericano Sub-20  | Selección Sub-20  | Colombia            | 2005      |
| Juegos Centro/Caribe | Selección Sub-21  | Cartagena de Indias | 2006      |
| Recopa Sudamericana  | Atlético Nacional | Medellín            | 2017      |

### Distinciones individuales
| País / Equipo        | Distinción                                                          | Temporada |
| -------------------- | ------------------------------------------------------------------- | --------- |
| Once Caldas          | Goleador del Torneo Finalización (16 goles)                         | 2007      |
| Once Caldas          | Goleador del Torneo Finalización (16 goles)                         | 2010      |
| Millonarios          | Goleador del Torneo Finalización (16 goles)                         | 2013      |
| Millonarios          | Goleador del Torneo Apertura (13 goles)                             | 2014      |
| Club Tijuana         | Goleador Histórico Club Tijuana                                     | 2016-17   |
| Club Tijuana         | Goleador del Torneo Apertura (11 goles)                             | 2016      |
| Club Tijuana         | Once Ideal de la Liga MX Apertura 2016                              | 2016      |
| Atlético Nacional    | Máximo goleador de la Recopa Sudamericana (2 goles)                 | 2017      |
| Atlético Nacional    | Goleador del Torneo Apertura (14 goles)                             | 2017      |
| Atlético Nacional    | Goleador de la Copa Colombia (4 goles) (Distinción compartida)      | 2017      |
| Atlético Nacional    | Goleador del Torneo Finalización (11 goles) (Distinción compartida) | 2017      |
| Atlético Bucaramanga | Goleador del Torneo Apertura (13 goles)                             | 2022      |

## Polémicas
Durante sus cuatro etapas en el Once Caldas ha sido contraversial que las directivas del club sean permisivas con los reiterados actos de indisciplina de Dayro, ya que los entrenadores se han visto obligados a alinear al jugador pese a que, no se presentaba a los entrenamientos o llegaba en estado de ebriedad a la concentración del equipo y a los partidos

"Llegó Dayro Moreno al Once Caldas y se tiró el equipo, está bien que uno sea borracho, porque Dayro Moreno lamentablemente tiene adicción al alcohol, es borracho. Yo pensé que iba a mejorar, porque la gente tiene toda la posibilidad de mejorar. Pero una cosa es que tome solo y otra que invite a los compañeros del equipo a tomar”, "Dayro Moreno, se tiro al Once Caldas, la falta de profesionalismo y se tiro una linda campaña de (...) Lamentablemente lo que está sucediendo en el equipo de Manizales, da tristeza y da grima, porque tiene que ver con el profesionalismo de muchos jugadores". "Declaraciones del periodista César Augusto Londoño sobre Dayro Moreno.

Jugando para el Steaua de Bucarest de Rumanía no se presentó a la pretemporada 2009-10, por lo que el Once Caldas lo tuvo que recomprar de acuerdo a las cláusulas del negocio.
Más tarde, en 2011 fue aqurido por los Xolos de Tijuana en donde tan solo con un semestre en el club pidió se cedido tras un accidente doméstico. A su regreso al país protagonisa nuevos actos de indisciplinado y su nivel muy irregular pasando por el Once Caldas y Junior.

"Iba en la caja de una pick up, se pegó en la cara y sufrió un fractura. Tras este incidente, Dayro me pidió salir del club porque no se siente cómodo". Declaraciones Jorge Hank, presidente de Xolos sobre Dayro Moreno.

Para 2013 Dayro es cedido nuevamente por los Xolos de Tijuana en esta oportunidad por una temporada con opción de compra a Millonarios FC. Con el equipo embajador retomó su nivel y fue de nuevo botín de oro en 2 oportunidades, aunque comenzó a ser apodado en algunos medios de comunicación como el "Aguardientosqui" ya que cada vez los rumores de indiciplina relacionada con fiestas y licores eran más recurrentes. Pese a esto los nuevos dueños del equipo embajador (Amber Capital) ya estaban negociando la compra de sus derechos deportivos al equipo fronterizo pero al llegar en estado ebriedad al partido de semifinal de vuelta del Torneo Apertura 2014 esta se truncó y su contrato fue finalizado.

"En una semifinal del fútbol colombiano, un compañero llegó tarde al juego y nos generó problemas. A final, quedamos eliminados". Declaración de Fabián Vargas".

"No quedamos campeones en 2014 porque un compañero llegó borracho un día antes de jugar la semifinal ante Junior en Bogotá. En ese entonces le habíamos ganado a todos, si no hubiese sido por eso, ganábamos la estrella". Declaración de Andrés Cadavid".

En 2018 Dayro fue despedido del Atlético Nacional por reiterados actos de indiciplina.

"En el caso del jugador Dayro Moreno la decisión es la de prescindir a partir de la fecha de sus servicios por justa causa. Esta medida obedece a las reiteradas faltas del jugador que afectan las normas de la Institución, algunas de ellas recientes y que han sido de análisis por parte de la Comisión Disciplinaria en el transcurso de este año". Comunicado de Atlético Nacional sobre Dayro Moreno.

En mayo del 2020 el vehículo en que se movilizaba Dayro Moreno atropelló a una motociclista en Córdoba, Argentina, donde se le acusa por romper el aislamiento social obligatorio de acuerdo a la cuarentena que se llevaba a cabo por el COVID-19; En el interior del vehículo iban 2 personas más con él pero las autoridades indicaron que Dayro no iba conduciendo el vehículo y aunque al principio se fugó de la zona del accidente, luego regresó al lugar a responder por los hechos.
En 2021 al servicio de Oriente Petrolero fue encontrado por parte de la barra brava del club borracho en una discoteca por lo que tuvo salir del lugar rápidamente para evitar una agresión.